# Billy Legg
William Campbell „Billy“ Legg (* 17. April 1948 in Bradford; † 7. August 2022) war ein englischer Fußballspieler. Legg bestritt in der zweiten Hälfte der 1960er Jahre für den englischen Zweitligisten Huddersfield Town 60 Pflichtspiele, ehe er seine Karriere nach einem schweren Autounfall beenden musste.

## Karriere
Legg war Jugendspieler beim Zweitligisten Huddersfield Town, als er 16-jährig Anfang 1965 unter Trainer Tom Johnston bei einem 1:0-Erfolg im FA Cup über den Viertligisten Doncaster Rovers auf dem linken Flügel erstmals in der Profimannschaft zum Einsatz kam. Aufgrund der verletzungsbedingten Ausfällen von Kevin Lewis und Michael O’Grady bestritt Legg im Frühjahr 1965 zudem sieben Zweitligapartien. Dabei erzielte er drei Tore, darunter die Treffer bei den 1:0-Siegen über Manchester City und Rotherham United. Trotz dieser frühen Einsätze blieb Legg in den folgenden beiden Spielzeiten auf jeweils einen Ligaeinsatz limitiert. Erst ab Dezember 1967 kam er wieder vermehrt zum Einsatz, mittlerweile auf der Position des linken Außenverteidigers. Dabei profitierte er auch davon, dass Huddersfield im Frühjahr 1968 das bisherige Außenverteidigerduo Derek Parkin und Chris Cattlin an Erstligaklubs verkaufte. In der Saison 1968/69 gehörte er zur Stammformation, bis Januar 1969 verpasste er nur ein Pflichtspiel: nach drei Verwarnungen wurde er im Dezember 1968 von einem Komitee der Football League für eine Woche gesperrt und mit einer Strafe von 20 £ belegt.
Im Januar 1969 erlitt Billy Legg bei einem Autounfall in Northowram nahe Halifax schwere Halsverletzungen. Er musste mehrere Male operiert werden und seine Profikarriere war nach 60 Pflichtspieleinsätzen für Huddersfield schlagartig beendet. Leggs im Sommer 1970 auslaufender Vertrag wurde vereinsseitig nicht verlängert, nachdem auch ärztlicherseits festgestellt worden war, dass eine Fortsetzung seiner Profilaufbahn ausgeschlossen ist. Seine Comebackbemühungen blieben erfolglos, zu Beginn der Saison 1972/73 war er noch kurzzeitig bei Bradford Park Avenue in der Northern Premier League aktiv, bestritt dort aber nur einen Einsatz.
Von 1989 bis 1990 war er Cheftrainer beim AFC Guiseley in der Northern Counties East League. Er sorgte für die Verpflichtung seines früheren Mannschaftskameraden Frank Worthington und erreichte mit der Mannschaft das Halbfinale der FA Vase. Das Finalspiel im Wembley-Stadion wurde durch eine 0:4-Niederlage gegen Bridlington Town verpasst. Zudem übte Legg im Nordwesten Englands zahlreiche Trainertätigkeiten im Nachwuchsbereich aus, unter anderem bei Preston North End, Hull City und den Blackburn Rovers. Legg gehörte seit der Gründung 2015 dem Walking-Football-Team der Blackburn Rovers an. Noch im Mai 2022 war er als Trainer des Ü60-Teams im Einsatz.
Legg erlitt am 3. August 2022 in seinem Zuhause in Keighley einen Herzinfarkt und starb vier Tage später 74-jährig in einem örtlichen Krankenhaus.